# Doblón de plata venezolano
El doblón de plata venezolano es una moneda conmemorativa acuñada en honor del centenario de la efigie de Simón Bolívar en las monedas de curso legal de Venezuela, mostrándose la leyenda «1873 - 1973». Esta moneda está conformada por treinta gramos de plata de ley 900. El anverso es una imagen de Bolívar en un recuadro deprimido y la leyenda indicada, en el reverso el escudo de la república también localizado en un recuadro reprimido y el valor nominal, el cual es diez bolívares, el canto es liso con la siguiente inscripción «Centenario de la efigie del Libertador en la moneda».

## Características físicas
- Composición: Ley 900 (90 % plata, 10 % cobre)
- Peso: 300 000 Gramos
- Diámetro: 39 000 mm
- Espesor: 3040 mm